# Rauer Knöll
Le Rauer Knöll est une montagne qui s’élève à 2 278 m d’altitude dans les Karwendel, en Autriche.